# Labergement-Foigney
Labergement-Foigney è un comune francese di 421 abitanti situato nel dipartimento della Côte-d'Or nella regione della Borgogna-Franca Contea.

## Società

### Evoluzione demografica
Abitanti censiti